# Ministero dell'agricoltura e dello sviluppo rurale (Polonia)
Il Ministero dell'agricoltura e dello sviluppo rurale (in polacco Ministerstwo Rolnictwa i Rozwoju Wsi) è un organo ministeriale polacco con sede a Varsavia.
Venne fondato nel 1999 in seguito alla generale esigenza di affrontare lo sviluppo delle regioni rurali.